# POLAR III
POLAR III — тестовый манекен для пешеходов, созданный японской компанией Honda.

## Описание
Манекен POLAR III используется для изучения того, как пешеходы получают травмы или погибают при столкновении с автомобилями. POLAR III оснащён приборами для измерения уровня травматизма по всему телу.
Ежегодно в США в дорожно-транспортных происшествиях погибает около 5000 пешеходов. В ходе изучения результатов испытаний манекена и проектирования автомобилей таким образом, чтобы максимально защитить пешеходов в случае столкновения, можно снизить количество смертельных случаев и травм в результате наезда на пешеходов.